# Bruno Viana
Pour les articles homonymes, voir Viana.
Bruno Viana Willemen da Silva, né le 2 février 1995 à Macaé, est un footballeur brésilien qui évolue au poste de défenseur central à Alanyaspor.

## Carrière en club
Le 10 mars 2016, il fait ses débuts professionnels lors d'une victoire 2 buts à 1 face à l'Atlético Paranaense.
Le 31 juillet 2016, il signe en Europe à l'Olympiakos. Il y retrouve son ancien entraîneur, le portugais Paulo Bento.

## Palmarès
- Championnat de Grèce : 2017
- Coupe de la Ligue portugaise : 2020